# International Federation of Competitive Eating

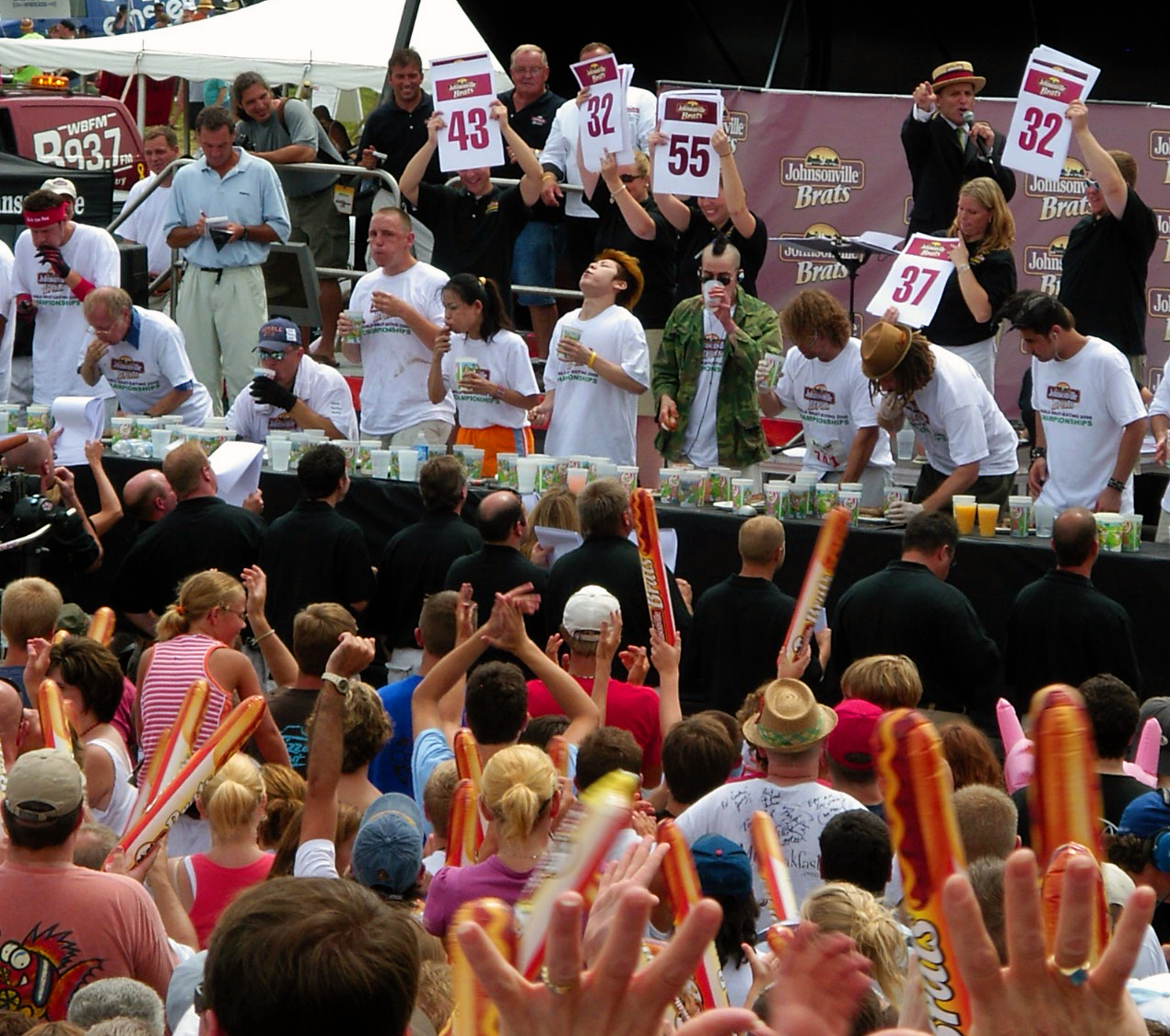
Internationales Hot-Dog-Wettessen, 2006, ein von der IFOCE veranstaltetes Wettessen

Die International Federation of Competitive Eating, Inc. (abgekürzt IFOCE) veranstaltet und organisiert weltweit Wettessen. Zu den wichtigsten Veranstaltungen gehört das Internationale Hot-Dog-Wettessen, das in New York alljährlich zum Independence Day veranstaltet wird sowie das La Costena „Feel the Heat“-Jalapeño Wettessen und das Krystal Square Off Word Hamburger Eating Championship. Die IFOCE wurde 1997 von den Brüdern George und Richard Shea gegründet. Die Vereinigung organisiert heute weltweit hunderte solcher Events. Der Hauptsitz der IFOCE befindet sich in New York City, die IFOCE ist außerdem in Japan, Großbritannien, Deutschland, Kanada und Thailand aktiv.
Die IFOCE hat tausende von Wettessern verpflichtet, ausschließlich auf ihren Wettbewerben aufzutreten. Zu den bekanntesten gehört Joey Chestnut aus Kalifornien und die in Korea geborene US-Amerikanerin Sonya Thomas. Beide haben das Internationale Hot-Dog-Wettessen gewonnen. Zu den Wettkämpfern gehört auch der Japaner Takeru Kobayashi, mit dem die IFOCE aber einen Rechtsstreit führt, da dieser auch an Veranstaltungen teilnimmt, die nicht von der IFOCE organisiert werden.
Die IFOCE organisiert unter anderem auch Fernsehshows, die Wettessen thematisieren. Dazu gehörte 2002 beispielsweise Glutton Bowl, ein zweistündiger Esswettbewerb, der auf Fox Network ausgestrahlt wurde.